# Parrocchie della diocesi di Massa Carrara-Pontremoli

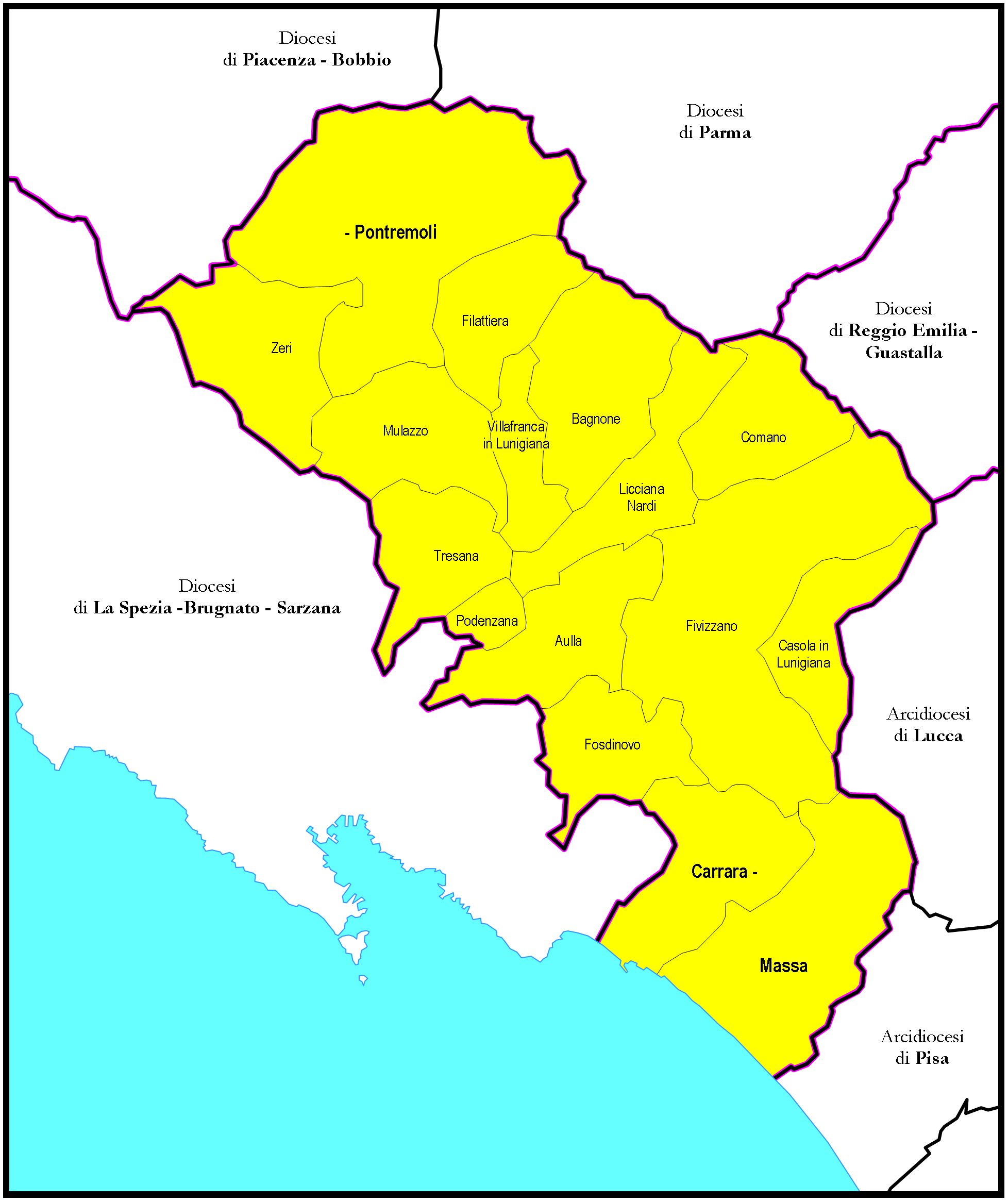
Il territorio della diocesi

Le parrocchie della diocesi di Massa Carrara-Pontremoli sono 244.

## Vicariati
La diocesi è organizzata in sei vicariati. 

### Vicariato di Massa
| Parrocchia                          | Patrono                                         | Comune     | Frazione/Quartiere  |
| ----------------------------------- | ----------------------------------------------- | ---------- | ------------------- |
| Massa - Cattedrale                  | Santi Pietro Apostolo e Francesco d'Assisi      | Massa      | centro              |
| Massa - San Sebastiano              | San Sebastiano Martire                          | Massa      | centro              |
| Altagnana                           | Santa Maria Annunziata                          | Massa      | Altagnana           |
| Antona                              | San Geminiano                                   | Massa      | Antona              |
| Canevara                            | Sant'Antonio Abate                              | Massa      | Canevara            |
| Casania                             | Santi Filippo e Giacomo                         | Massa      | Casania             |
| Casette                             | San Lorenzo Martire e Santa Maria Assunta       | Massa      | Casette             |
| Castagnara                          | Cristo Re                                       | Massa      | Castagnara          |
| Castagnola                          | Madonna del Pianto                              | Massa      | Castagnola          |
| Cervara                             | Madonna Pellegrina                              | Massa      | Cervara             |
| Forno                               | San Pietro Apostolo                             | Massa      | Forno               |
| Lavacchio                           | San Giorgio Martire e Santissima Annunziata     | Massa      | Lavacchio           |
| Marina di Massa - Dogana            | Santa Maria della Consolazione                  | Massa      | Marina              |
| Marina di Massa - Partaccia         | Maria Santissima Madre della Chiesa             | Massa      | Marina              |
| Marina di Massa - Poveromo          | San Domenichino e Santa Teresa del Bambino Gesù | Massa      | Marina              |
| Marina di Massa - Ronchi            | San Vincenzo de' Paoli                          | Massa      | Marina              |
| Marina di Massa                     | San Giuseppe                                    | Massa      | Marina              |
| Marina di Montignoso-Cinquale       | San Giuseppe Artigiano                          | Montignoso | Marina e Cinquale   |
| Mirteto                             | Santi Vitale e Giovanni Battista                | Massa      | Mirteto             |
| Monte                               | Visitazione della Beata Vergine Maria           | Massa      | Monte               |
| Montignoso - Santa Maria della Rosa | Santa Maria della Rosa                          | Montignoso | centro              |
| Montignoso - Santi Vito e Modesto   | Santi Vito e Modesto                            | Montignoso | centro              |
| Oliveti                             | Nostra Signora Regina della Pace                | Massa      | Oliveti             |
| Ortola                              | Sant'Antonio di Padova                          | Massa      | Ortola              |
| Pariana                             | San Giovanni Battista                           | Massa      | Pariana             |
| Poggi                               | San Massimiliano Kolbe                          | Massa      | Poggi               |
| Poggioleto                          | San Pio X                                       | Massa      | Poggioleto          |
| Ponte                               | San Martino Vescovo                             | Massa      | Borgo del Ponte     |
| Quercioli                           | Maria Santissima Ausiliatrice                   | Massa      | Quercioli           |
| Renella-Cervaiolo                   | Cuore Immacolato di Maria                       | Montignoso | Renella e Cervaiolo |
| Resceto                             | Beata Vergine del Carmine                       | Massa      | Resceto             |
| Rocca                               | Santi Rocco e Giacomo                           | Massa      | Rocca               |
| Romagnano                           | Maria Santissima Addolorata                     | Massa      | Romagnano           |
| Sant'Eustachio di Montignoso        | Sant'Eustachio                                  | Montignoso | Sant'Eustachio      |
| Turano                              | San Domenico                                    | Massa      | Turano              |
| Villette                            | Corpus Domini                                   | Massa      | Corpus Domini       |
| Volpigliano                         | Santa Maria delle Grazie                        | Massa      | Volpigliano         |

### Vicariato di Aulla
| Parrocchia        | Patrono                                                 | Comune         | Frazione/Quartiere |
| ----------------- | ------------------------------------------------------- | -------------- | ------------------ |
| Aulla             | San Caprasio di Lérins                                  | Aulla          | centro             |
| Albiano Magra     | San Martino Vescovo                                     | Aulla          | Albiano Magra      |
| Apella            | Santa Maria Assunta                                     | Licciana Nardi | Apella             |
| Barbarasco        | Santi Quirico e Giulitta                                | Terrarossa     | Barbarasco         |
| Bastia            | San Giacomo Apostolo                                    | Licciana Nardi | Bastia             |
| Bibola            | San Bartolomeo Apostolo                                 | Aulla          | Bibola             |
| Bigliolo          | San Donato Vescovo e Martire                            | Aulla          | Bigliolo           |
| Bola              | San Brizio Vescovo                                      | Tresana        | Bola               |
| Camporaghena      | Santi Pietro e Giacomo Apostoli                         | Comano         | Camporaghena       |
| Canova d'Aulla    | San Giacomo Apostolo                                    | Aulla          | Canova             |
| Caprigliola       | San Nicolò Vescovo                                      | Aulla          | Caprigliola        |
| Careggia          | Santi Prospero e Caterina                               | Tresana        | Careggia           |
| Cisigliana        | San Lorenzo Diacono e Martire                           | Licciana Nardi | Cisigliana         |
| Comano            | San Giorgio Martire                                     | Comano         | centro             |
| Crespiano         | Santa Maria Assunta                                     | Comano         | Crespiano          |
| Filanda           | Maria Santissima Ausiliatrice                           | Aulla          | Filanda            |
| Giovagallo        | San Michele Arcangelo                                   | Tresana        | Giovagallo         |
| Gorasco           | San Bartolomeo Apostolo                                 | Aulla          | Gorasco            |
| Licciana Nardi    | San Giacomo Apostolo                                    | Licciana Nardi | centro             |
| Montale di Comano | San Giovanni Battista                                   | Comano         | Montale            |
| Montedivalli      | Santi Andrea Apostolo e Rocco Confessore                | Podenzana      | Montedivalli       |
| Monti di Licciana | Santa Maria Assunta                                     | Licciana Nardi | Monti di Licciana  |
| Novegigola        | San Lorenzo Martire                                     | Tresana        | Novegigola         |
| Olivola           | San Michele Arcangelo                                   | Aulla          | Olivola            |
| Pallerone         | San Tommaso Becket                                      | Aulla          | Pallerone          |
| Panicale          | San Biagio Vescovo e Martire                            | Licciana Nardi | Panicale           |
| Podenzana         | Santi Giacomo il Maggiore Apostolo e Cristoforo Martire | Podenzana      | centro             |
| Pontebosio        | San Giacomo Apostolo                                    | Licciana Nardi | Pontebosio         |
| Quercia           | San Pietro Apostolo                                     | Aulla          | Quercia            |
| Riccò             | Santa Maria Assunta                                     | Tresana        | Riccò              |
| Serricciolo       | Natività di Maria Vergine                               | Aulla          | Serricciolo        |
| Tavernelle        | San Rocco                                               | Licciana Nardi | Tavernelle         |
| Terrarossa        | San Giovanni Battista                                   | Licciana Nardi | Terrarossa         |
| Tresana           | San Giorgio Martire                                     | Tresana        | centro             |
| Varano            | San Nicolò da Bari                                      | Licciana Nardi | Varano             |
| Vecchietto        | San Bartolomeo Apostolo                                 | Aulla          | Vecchietto         |
| Villa Tresana     | San Siro                                                | Tresana        | Villa Tresana      |

### Vicariato di Carrara
| Parrocchia                              | Patrono                                     | Comune    | Frazione/Quartiere   |
| --------------------------------------- | ------------------------------------------- | --------- | -------------------- |
| Carrara - collegiata                    | Sant'Andrea Apostolo                        | Carrara   | centro               |
| Carrara - San Ceccardo                  | San Ceccardo                                | Carrara   | Fabbrica             |
| Carrara - San Francesco                 | San Francesco d'Assisi                      | Carrara   | centro               |
| Carrara - Santi Giacomo e Cristoforo    | Santi Giacomo e Critoforo                   | Carrara   | centro               |
| Carrara - San Luca-Madonna del Cavatore | San Luca evangelista e Madonna del Cavatore | Carrara   | Bonascola            |
| Avenza                                  | San Pietro Apostolo                         | Carrara   | Avenza               |
| Battilana                               | San Giovanni Bosco                          | Carrara   | Batilana             |
| Bedizzano                               | San Genesio                                 | Carrara   | Bedizzano            |
| Bergiola Foscalina                      | San Rocco                                   | Carrara   | Bergiola             |
| Caniparola                              | Sant'Antonio di Padova                      | Fosdinovo | Caniparola           |
| Carignano                               | Natività di Maria Santissima                | Fosdinovo | Carignano            |
| Castelpoggio                            | Natività di Maria e sant'Anto               | Carrara   | Castelpoggio         |
| Codena                                  | Sant'Antonio Abate                          | Carrara   | Codena               |
| Colonnata                               | San Bartolomeo Apostolo                     | Carrara   | Colonnata            |
| Covetta                                 | Maria Santissima Mediatrice                 | Carrara   | Covetta              |
| Fontia                                  | San Nicola da Bari                          | Carrara   | Fontia               |
| Fosdinovo                               | San Remigio                                 | Fosdinovo | centro               |
| Fossola                                 | San Giovanni Battista                       | Carrara   | Fossola              |
| Fossone                                 | Cuore Immacolato di Maria                   | Carrara   | Fossone              |
| Giucano                                 | Santi Fabiano e Sebastiano                  | Fosdinovo | Giucano              |
| Gragnana                                | San Michele Arcangelo                       | Carrara   | Gragnana             |
| Marciaso                                | San Bartolomeo Apostolo                     | Fosdinovo | Marciaso             |
| Marina di Carrara - Bassagrande         | Santissima Annunziata                       | Carrara   | Marina e Bassagrande |
| Marina di Carrara - Sacra Famiglia      | Sacra Famiglia                              | Carrara   | Marina               |
| Melara                                  | Madonna di Loreto                           | Carrara   | Melara               |
| Miseglia                                | Spirito Santo                               | Carrara   | Miseglia             |
| Nazzano                                 | Natività di Maria                           | Carrara   | Nazzano              |
| Perticata                               | Bambino Gesù                                | Carrara   | Porticata            |
| Ponzanello                              | San Martino Vescovo                         | Fosdinovo | Ponzanello           |
| Posterla                                | San Bartolomeo Apostolo                     | Fosdinovo | Posterla             |
| Pulica                                  | San Giovanni Battista                       | Fosdinovo | Pulica               |
| Sorgnano                                | Natività di Maria                           | Carrara   | Sorgnano             |
| Tendola                                 | Santa Caterina                              | Fosdinovo | Tendola              |
| Torano                                  | Santa Maria Assunta                         | Carrara   | Torano               |

### Vicariato di Fivizzano
| Parrocchia          | Patrono                                                  | Comune              | Frazione/Quartiere  |
| ------------------- | -------------------------------------------------------- | ------------------- | ------------------- |
| Fivizzano           | Santi Jacopo il Maggiore Apostolo e Antonio abate        | Fivizzano           | centro              |
| Agnino              | San Michele Arcangelo                                    | Fivizzano           | Agnino              |
| Aiola               | San Maurizio                                             | Fivizzano           | Aiola               |
| Alebbio             | San Geminiano                                            | Fivizzano           | Alebbio             |
| Argigliano          | Santa Maria Assunta                                      | Casola in Lunigiana | Argigliano          |
| Arlia               | Santi Pietro e Bartolomeo Apostoli                       | Fivizzano           | Arlia               |
| Canneto             | San Colombano                                            | Fivizzano           | Canneto             |
| Casciana Petrosa    | Santa Maria Assunta e san Rocco                          | Casola in Lunigiana | Casciana            |
| Casola in Lunigiana | Santa Felicita                                           | Casola in Lunigiana | centro              |
| Cecina              | San Giovanni Evangelista                                 | Fivizzano           | Cecina              |
| Cerignano           | San Venanzio                                             | Fivizzano           | Ceserano            |
| Ceserano            | San Bartolomeo Apostolo                                  | Fivizzano           | Ceserano            |
| Codiponte           | Santi Cornelio e Cipriano                                | Casola in Lunigiana | Codiponte           |
| Colla               | Santi Giustina di Padova e Cipriano di Cartagine Martiri | Fivizzano           | Colla               |
| Collecchia          | Santa Lucia                                              | Fivizzano           | Collecchia          |
| Collegnago          | Santa Caterina                                           | Fivizzano           | Collegnago          |
| Cortila             | Santi Pietro e Paolo                                     | Fivizzano           | Cortila             |
| Cotto               | San Giacomo Apostolo                                     | Fivizzano           | Cotto               |
| Debicò              | Sant'Andrea Apostolo                                     | Fivizzano           | Debicò              |
| Equi Terme          | San Francesco d'Assisi                                   | Fivizzano           | Equi Terme          |
| Gassano             | Santi Lorenzo e Lucia                                    | Fivizzano           | Gassano             |
| Gragnola            | Santi Ippolito e Cassiano                                | Fivizzano           | Gragnola            |
| Luscignano          | San Martino Vescovo                                      | Casola in Lunigiana | Luscignano          |
| Magliano            | San Martino Vescovo                                      | Fivizzano           | Magliano            |
| Mommio              | San Martino Vescovo                                      | Fivizzano           | Mommio              |
| Moncigoli           | Santa Maria Maddalena                                    | Fivizzano           | Moncigoli           |
| Monte de' Bianchi   | Santa Maria della Neve                                   | Fivizzano           | Monte de' Bianchi   |
| Monzone             | San Prospero                                             | Fivizzano           | Monzone             |
| Offiano             | San Pietro Apostolo                                      | Casola in Lunigiana | Offiano             |
| Piano di Collecchia | Sacro Cuore di Gesù                                      | Fivizzano           | Piano di Collecchia |
| Pieve di Viano      | San Martino Vescovo                                      | Fivizzano           | Viano               |
| Pò                  | San Matteo apostolo ed evangelista                       | Fivizzano           | Pò                  |
| Pognana             | Santa Maria Assunta                                      | Fivizzano           | Pognana             |
| Posara              | San Colombano                                            | Fivizzano           | Posara              |
| Quarazzana          | San Biagio Vescovo e Martire                             | Fivizzano           | Quarazzana          |
| Regnano             | Santa Margherita                                         | Casola in Lunigiana | Regnano             |
| Reusa               | San Bartolomeo Apostolo                                  | Casola in Lunigiana | Reusa               |
| Rometta             | Santi Pietro e Paolo Apostoli                            | Fivizzano           | Rometta             |
| San Terenzo Monti   | San Terenzio                                             | Fivizzano           | San Terenzo Monti   |
| Sassalbo            | San Michele Arcangelo                                    | Fivizzano           | Sassalbo            |
| Soliera Apuana      | Santa Maria Assunta                                      | Fivizzano           | Soliera             |
| Spicciano           | San Michele Arcangelo                                    | Fivizzano           | Spicciano           |
| Tenerano            | San Michele Arcangelo                                    | Fivizzano           | Tenerano            |
| Terenzano           | San Jacopo                                               | Fivizzano           | Terenzano           |
| Turano di Fivizzano | San Francesco d'Assisi                                   | Fivizzano           | Turano              |
| Ugliancaldo         | Sant'Andrea Apostolo                                     | Casola in Lunigiana | Ugliancaldo         |
| Vendaso             | San Paolo Apostolo                                       | Fivizzano           | Vendaso             |
| Verrucola           | Santa Margherita                                         | Fivizzano           | Verrucola           |
| Vinca               | Sant'Andrea Apostolo                                     | Fivizzano           | Vinca               |

### Vicariato di Pontremoli
| Parrocchia                              | Patrono                                         | Comune     | Frazione/Quartiere    |
| --------------------------------------- | ----------------------------------------------- | ---------- | --------------------- |
| Pontremoli - concattedrale              | Santa Maria Assunta                             | Pontremoli | centro                |
| Pontremoli - San Nicolò                 | San Nicolò Vescovo                              | Pontremoli | centro                |
| Pontremoli - San Pietro                 | San Pietro Apostolo                             | Pontremoli | centro                |
| Pontremoli - Santissima Annunziata      | Santissima Annunziata                           | Pontremoli | Santissima Annunziata |
| Pontremoli - Santi Giacomo e Cristina   | Santi Giacomo e Cristina                        | Pontremoli | centro                |
| Pontremoli - Santi Giovanni e Colombano | Santi Giovanni e Colombano                      | Pontremoli | centro                |
| Adelano                                 | Santa Maria Maddalena                           | Zeri       | Adelano               |
| Albareto                                | Santa Maria Assunta                             | Albareto   | centro                |
| Arzelato                                | San Michele Arcangelo                           | Pontremoli | Arzelato              |
| Arzengio                                | San Basilide                                    | Pontremoli | Arzengio              |
| Bassone                                 | San Giacomo Apostolo                            | Pontremoli | Bassone               |
| Braia                                   | San Michele Arcangelo                           | Pontremoli | Braia                 |
| Bratto                                  | San Giorgio Martire                             | Pontremoli | Bratto                |
| Buzzò                                   | Santa Maria Assunta                             | Albareto   | Buzzò                 |
| Careola                                 | San Geminiano                                   | Pontremoli | Careola               |
| Cargalla                                | San Lorenzo Martire                             | Pontremoli | Cargalla Inferiore    |
| Casa Corvi                              | San Bartolomeo Apostolo                         | Pontremoli | Casa Corvi            |
| Casalina Valdantena                     | San Matteo apostolo ed evangelista              | Pontremoli | Casalina Valdantena   |
| Cavezzana D'Antena                      | Santa Maria Assunta                             | Pontremoli | Cavezzana D'Antena    |
| Ceretoli                                | San Martino Vescovo                             | Pontremoli | Certoli               |
| Cervara                                 | San Giorgio Martire                             | Pontremoli | Cervara               |
| Codolo                                  | Santa Felicita                                  | Zeri       | Codolo                |
| Coloretta                               | San Rocco                                       | Zeri       | Coloretta             |
| Dozzano                                 | Santi Maria Assunta e Lorenzo Diacono e Martire | Pontremoli | Dozzano               |
| Gotra                                   | San Michele Arcangelo                           | Albareto   | Gotra                 |
| Gravagna San Bartolomeo                 | San Bartolomeo Apostolo                         | Pontremoli | Gravagna-Montale      |
| Gravagna San Rocco                      | San Rocco                                       | Pontremoli | Gravagna San Rocco    |
| Grondola                                | San Nicomede                                    | Pontremoli | Grondola              |
| Guinadi                                 | San Pietro Apostolo                             | Pontremoli | Guinadi-Baselica      |
| Mignegno                                | Santa Maria Assunta                             | Pontremoli | Mignegno              |
| Montelungo                              | San Benedetto                                   | Pontremoli | Montelungo            |
| Navola                                  | San Lorenzo Martire                             | Pontremoli | Navola                |
| Oppilo                                  | Santa Felicita                                  | Pontremoli | Oppilo                |
| Patigno                                 | San Lorenzo Martire                             | Zeri       | Patigno               |
| Pracchiola                              | Santa Maria Assunta                             | Pontremoli | Pracchiola            |
| Rossano                                 | San Medardo                                     | Zeri       | Rossano               |
| Saliceto                                | Santi Ippolito e Cassiano                       | Pontremoli | Saliceto              |
| Succisa                                 | Sante Perpetua e Felicita                       | Pontremoli | La Colla              |
| Teglia                                  | Santa Maria Assunta                             | Pontremoli | Teglia                |
| Torrano                                 | San Geminiano                                   | Pontremoli | Torrano               |
| Traverde                                | Santi Filippo e Giacomo                         | Pontremoli | Traverde              |
| Vignola                                 | San Pancrazio                                   | Pontremoli | Vignola               |

### Vicariato di Villafranca in Lunigiana
| Parrocchia                                       | Patrono                                    | Comune                   | Frazione/Quartiere  |
| ------------------------------------------------ | ------------------------------------------ | ------------------------ | ------------------- |
| Villafranca in Lunigiana                         | San Francesco d'Assisi                     | Villafranca in Lunigiana | centro              |
| Villafranca in Lunigiana - San Giovanni Battista | San Giovanni Battista                      | Villafranca in Lunigiana | centro              |
| Arpiola                                          | San Giuseppe                               | Mulazzo                  | Arpiola             |
| Bagnone                                          | San Niccolò Vescovo                        | Bagnone                  | centro              |
| Busatica                                         | San Biagio Vescovo e Martire               | Mulazzo                  | Busatica            |
| Canossa                                          | San Michele Arcangelo                      | Mulazzo                  | Canossa             |
| Caprio                                           | Santa Maria Assunta                        | Filattiera               | Caprio              |
| Castagnetoli                                     | Santi Simone e Taddeo Apostoli             | Mulazzo                  | Castagnetoli        |
| Castevoli                                        | San Martino Vescovo                        | Mulazzo                  | Castevoli           |
| Castiglione del Terziere                         | San Leonardo Abate                         | Bagnone                  | Castiglione         |
| Cavallana                                        | San Martino Vescovo                        | Filattiera               | Cavallana           |
| Collesino                                        | San Giacomo Apostolo                       | Bagnone                  | Collesino           |
| Corlaga                                          | San Pietro Apostolo                        | Bagnone                  | Corlaga             |
| Corvarola                                        | San Michele Arcangelo                      | Bagnone                  | Corvarola           |
| Dobbiana                                         | San Giovanni Battista                      | Filattiera               | Dobbiana            |
| Filattiera                                       | Santo Stefano Protomartire                 | Filattiera               | centro              |
| Filetto                                          | Santi Filippo e Giacomo                    | Villafranca in Lunigiana | Filetto             |
| Fornoli                                          | San Michele Arcangelo                      | Villafranca in Lunigiana | Fornoli             |
| Gabbiana                                         | Sant'Andrea Apostolo                       | Licciana Nardi           | Gabbiana            |
| Gigliana                                         | Santi Michele Arcangelo e Giacomo Apostolo | Filattiera               | Gigliana            |
| Groppoli - Nostra Signora di Fatima              | Beata Vergine di Fatima                    | Mulazzo                  | Stallone-Talavorno  |
| Groppoli                                         | Santi Lorenzo e Donnino Martiri            | Mulazzo                  | Groppoli            |
| Iera                                             | San Matteo apostolo ed evangelista         | Bagnone                  | Iera                |
| Irola                                            | San Geminiano                              | Villafranca in Lunigiana | Irola di Sopra      |
| Lusana                                           | Sant'Andrea Apostolo                       | Bagnone                  | Lusana              |
| Lusignana                                        | Santi Vincenzo ed Anastasio                | Filattiera               | Lusignana           |
| Lusuolo                                          | San Matteo apostolo ed evangelista         | Mulazzo                  | Lusuolo             |
| Madonna del Monte                                | Madonna del Monte                          | Mulazzo                  | Madonna del Monte   |
| Malgrate                                         | San Lorenzo Martire                        | Villafranca in Lunigiana | Malgrate            |
| Merizzo                                          | San Lorenzo Martire                        | Villafranca in Lunigiana | Merizzo             |
| Mochignano                                       | Santa Maria Assunta                        | Bagnone                  | Mochignano di Sopra |
| Mocrone                                          | San Maurizio                               | Villafranca in Lunigiana | Mocrone             |
| Montereggio                                      | Sant'Apollinare                            | Mulazzo                  | Montereggio         |
| Mulazzo                                          | San Martino Vescovo                        | Mulazzo                  | centro              |
| Orturano                                         | Santa Maria Assunta                        | Bagnone                  | Orturano            |
| Parana                                           | Santa Maria della Neve                     | Mulazzo                  | Parana              |
| Pastina                                          | San Tommaso Apostolo                       | Bagnone                  | Pastina             |
| Pieve di Bagnone                                 | Santi Ippolito e Cassiano                  | Bagnone                  | Pieve               |
| Pozzo di Mulazzo                                 | San Giorgio                                | Mulazzo                  | Pozzo               |
| Rocca Sigillina                                  | San Giorgio Martire                        | Filattiera               | Rocca Sigillina     |
| Scorcetoli                                       | Sant'Andrea Apostolo                       | Filattiera               | Scorcetoli          |
| Serravalle di Filattiera                         | San Michele Arcangelo                      | Filattiera               | Serravalle          |
| Treschietto                                      | San Giovanni Battista                      | Bagnone                  | Treschietto         |
| Vico di Bagnone                                  | Santa Maria Assunta                        | Bagnone                  | Vico                |
| Virgoletta                                       | Santi Gervasio e Protasio                  | Villafranca in Lunigiana | Virgoletta          |